# Бенковаць
Бе́нковаць (хорв. Benkovac) — місто в Задарській жупанії, у Хорватії.

## Географія
Бенковаць знаходиться за 20 км від міста Біоград-на-Мору і за 30 км від Задара. Через місто прходять автомагістралі Загреб-Спліт і залізниця Задар-Книн. Бенковаць межує з муніципалітетами Новиград, Поседар'є, Оброваць, Лишане-Островицьке, Кістанов і Станковці.

## Історія
- 1 січня 1812 — встановлений муніципалітет, перший начальник — Ентоні Борін;
- 1847 — Відкрита пошта;
- 1851 — Створена жандармерія;
- 1858 — Відкрита пекарня;
- 1860 — Заснована перша початкова школа,
- 1925 — Відкритий водогін;
- 1991 — Бенковаць і його околиці стали частиною РСК
- 1995 — Хорватська армія відвоювала Бенковаць, а сербське населення було вимушене емігрувати

## Адміністративний поділ
До муніципалітету Бенковаць входять місто Бенковаць та села, кількістю населення від 3 до 551 особи.

## Населення
Населення громади за даними перепису 2011 року становило 11 026 осіб. Населення самого міста становило 2 866 осіб.
Динаміка чисельності населення громади:
Динаміка чисельності населення міста:

## Населені пункти
Крім міста Бенковаць, до громади також входять:
- Бенковацько Село
- Бєлина
- Бргуд
- Брушка
- Букович
- Булич
- Добра Вода
- Донє Биляне
- Донє Церанє
- Доній Карин
- Доній Кашич
- Доні Лепури
- Горнє Биляне
- Горнє Геранє
- Іслам Грцький
- Коларина
- Корлат
- Кожловаць
- Кула-Атлагич
- Лисичич
- Лишане-Тиньське
- Медвиджа
- Миранє
- Надин
- Перушич-Бенковацький
- Перушич-Доній
- Подградже
- Подлуг
- Поповичі
- Пристег
- Прович
- Радошиновці
- Раштевич
- Родаліцє
- Смилчич
- Шопот
- Тинь
- Вукшич
- Заград
- Запужане

## Клімат
Середня річна температура становить 13,86 °C, середня максимальна – 28,48 °C, а середня мінімальна – -0,16 °C. Середня річна кількість опадів – 862 мм.
| Клімат міста                                  | Клімат міста | Клімат міста | Клімат міста | Клімат міста | Клімат міста | Клімат міста | Клімат міста | Клімат міста | Клімат міста | Клімат міста | Клімат міста | Клімат міста | Клімат міста |
| Показник                                      | Січ.         | Лют.         | Бер.         | Квіт.        | Трав.        | Черв.        | Лип.         | Серп.        | Вер.         | Жовт.        | Лист.        | Груд.        |              |
| Середній максимум, °C                         | 10,52        | 11,33        | 14,02        | 17,27        | 22,05        | 25,89        | 28,48        | 27,98        | 23,83        | 19,52        | 13,93        | 11,03        |              |
| Середня температура, °C                       | 5,16         | 5,98         | 8,68         | 11,92        | 16,72        | 20,54        | 23,90        | 23,39        | 19,24        | 14,94        | 9,35         | 6,44         |              |
| Середній мінімум, °C                          | −0,16        | 0,63         | 3,32         | 6,58         | 11,36        | 15,21        | 19,31        | 18,81        | 14,67        | 10,37        | 4,78         | 1,86         |              |
| Норма опадів, мм                              | 73           | 64           | 69           | 74           | 63           | 57           | 34           | 49           | 89           | 98           | 103          | 89           |              |
| Середньомісячна швидкість вітру, м/с          | 2.44         | 2.59         | 2.79         | 2.71         | 2.36         | 2.16         | 2.19         | 2.04         | 2.21         | 2.29         | 2.74         | 2.68         |              |
| Середньомісячна сонячна радіація, кДж/м²·день | 5127         | 7873         | 11484        | 16246        | 20369        | 22675        | 24337        | 21340        | 15780        | 9980         | 5548         | 4405         |              |
| --------------------------------------------- | ------------ | ------------ | ------------ | ------------ | ------------ | ------------ | ------------ | ------------ | ------------ | ------------ | ------------ | ------------ | ------------ |
| Джерело:                                      |              |              |              |              |              |              |              |              |              |              |              |              |              |

## Економіка
Економіка міста базується на сільському господарстві, у першу чергу, виноградарстві. В околицях міста існують каменоломні, де видобувають камінь, який широко використовується в будівництві.